# 唐镇站
唐镇站位于中华人民共和国上海市浦东新区唐镇，是上海地铁2号线的地铁车站。车站于2010年4月8日启用，开通初期客流较为冷清。2015年车站开始“4改8”改造。“4改8”改造工程对唐镇站的站台、站厅进行装修及照明工程升级，并在站内新增一个卫生间和一个收费区。车站在改造完成后从此前的4节编组列车停靠站，变为具备停靠8节编组列车能力的车站，成为2号线第2座4、8节编组混跑车站。
自2015年9月起，早高峰7时至9时，有部分8节编组的列车终到唐镇站。这一部分前往浦东1号2号航站楼方向的乘客需在本站下车后等候后续4节编组列车。2019年4月19日至10月22日，2号线开行的8节编组列车贯通运营至浦东1号2号航站楼，唐镇站不再是4节编组列车和8节编组列车的换乘站。

## 车站结构

### 楼层分布
| 地面层   | 出入口             | 1出入口                                |  |  |
| 地下一层 | 出入口             | 2-3出入口、唐镇阳光天地商业广场        |  |  |
| 地下二层 | 站厅               | 票务服务、自动售票机、人工服务台       |  |  |
| 地下三层 |                    | █ 2号线 往国家会展中心（广兰路）       |  |  |
|          | 岛式站台，左侧开门 |                                        |  |  |
|          |                    | █ 2号线 往浦东1号2号航站楼（创新中路） |  |  |

### 站厅
唐镇站站厅位于地下二层，有自动售票机。站厅设有2个付费区，位于站厅的西部和中部，设有进出站闸机和通往站台层的楼梯及扶梯。中部的付费区设有通往站台的无障碍电梯。
站厅西部仅在早晚高峰时开放。

### 站台
唐镇站站台层位于地下三层，设有一座岛式站台。

## 车站出口
唐镇站共有3个出入口，各出入口如下所示：
| 出口编号            | 出口指示         | 照片 |
| ------------------- | ---------------- | ---- |
| 1 · 出口 · （设有） | 高科东路，齐爱路 |      |
| 2 · 出口            | 高科东路         |      |
| 3 · 出口            | 高科东路         |      |
| 图例： 设有         |                  |      |

## 接驳交通

### 公交
182、636、浦东21路，浦东38路，1091,1099,1055，浦东17路，浦东21路，浦东2路、张江1路、浦东20路

## 車站週邊
- 唐墓橋露德聖母堂
- 唐镇阳光天地购物中心
- 唐镇地铁站公交枢纽
- 恒生万鹂购物中心
- 曹家沟